# So ein schöner Abend
Albums de Mireille Mathieu
Alle Kinder dieser Erde
(1978) Gefühle
(1980)
Singles
1. Wenn die Liebe nicht wär
Sortie : 1979
2. Zuhause wartet Natascha
Sortie : 1979

So ein schöner Abend est un album de la chanteuse française Mireille Mathieu sorti en Allemagne en 1979 sous le label Ariola.

## Chansons de l'album
- Face 1

1. Zuhause wartet Natascha (Günther Behrle/Christian Bruhn)
2. Wie ein heller Stern (Michael Kunze/Christian Bruhn)
3. Die gute alte Zeit (Wolfgang Hofer/Christian Bruhn)
4. Wenn die Liebe nicht wär (Michael Kunze/Christian Bruhn)
5. Der Wein aus Saloniki (Günther Behrle/Christian Bruhn)
6. Ein romantischer Mann (Wolfgang Hofer/Christian Bruhn)

- Face 2

1. Glockenläuten (Michael Kunze/Christian Bruhn)
2. Morgen ist Sonntag (Joachim Relin/Christian Bruhn)
3. Nur ein weiße Wolke (Michael Kunze/Christian Bruhn)
4. Es wird Tag (Günther Behrle/Christian Bruhn)
5. Der Weg der Liebe (Suzanne Doucet/Christian Bruhn)
6. So ein schöner Abend (Charly Niessen/Christian Bruhn)